# 소양서초등학교
소양서초등학교는 대한민국 전북특별자치도 완주군 소양면 명덕리에 있는 공립 초등학교이다.

## 학교 연혁
- 1963년 11월 28일 설립인가
- 1964년 3월 1일 소양국민학교 명덕분교 개교
- 1967년 3월 5일 광덕국민학교 승격 개교
- 1981년 9월 1일 소양서국민학교 교명 변경
- 1984년 3월 7일 병설유치원 개원(설립인가 3월 5일)
- 1996년 3월 1일 소양서초등학교 교명 변경
- 2004년 8월 15일 과학실 현대화 사업
- 2012년 3월 20일 어린이 놀이시설(미끄럼틀) 설치
- 2012년 7월 26일 도서실 리모델링 공사
- 2015년 10월 14일 놀이기구(정글짐,구름사다리,시소,철봉) 설치
- 2020년 11월 30일 학교숲 조성 공사
- 2021년 10월 25일 라돈 저감 설비 공사
- 2023년 1월 6일 제55회 졸업식(총 1,691명)
- 2024년 1월 5일 제56회 졸업식(총 1,701명)
- 2025년 1월 7일 제57회 졸업식(총 1,712명)

## 학교 상징
- 교목 - 소나무

겉씨식물 구과목 소나무과의 상록침엽 교목으로한국, 중국 북동부 우수리, 일본등지에 널리 분포한다. 크기는 높이 35m, 지름 1.8m 정도이고수피는 붉은빛을 띤 갈색이나 밑부분은 검은 갈색이다. 바늘잎은 2개씩 뭉쳐나고 길이 8~9cm, 나비 1.5mm로 밑부분의 비늘은 2년이 지나서 떨어진다. 혹독한 기후나 척박한 토양의 악조건에서도 의연하게 푸르름을 잃지 않는 기개는 우리의 상징이다.
- 교화 - 장미

쌍떡잎식물 장미목 장미과 장미속에 속하는식물의 총칭을 장미라고 한다. 원산지는 서아시아이며 북반구의 한대.아한대,온대.아열대 지역에 널리분포되어 있다. 오늘날 장미라고하는 것은 이들 야생종의 자연잡종과 개량종으로서 아름다운꽃이 피고향기가 있어 관상용과 향료용으로 재배해왔으며 개량을 가하여 육성한 원예종을 말한다.
아름다운 자태와 향기로움, 날카로운 가시의 예리함은 지,덕,체의 조화로움을 추구하는 우리의 의지와같다.

## 참고 자료
- 소양서초등학교 - 한국교육학술정보원 학교알리미